# Let's Spend the Night Together
Let's Spend the Night Together is een nummer geschreven door Mick Jagger en Keith Richards. Het werd oorspronkelijk uitgebracht door The Rolling Stones als dubbele A-kant met "Ruby Tuesday". Later kwam het ook voor als de eerste track op de Amerikaanse versie van het album Between the Buttons. 
Het nummer werd door verschillende artiesten gecoverd, waarvan David Bowie in 1973 de meest succesvolle versie uitbracht.

## Achtergrond
"Let's Spend the Night Together" werd in januari 1967 op single uitgebracht en scoorde hoog in de hitlijsten. Vanwege het destijds controversiële onderwerp van de teksten (er werd veel op seks gezinspeeld) kozen veel radiostations er echter voor om "Ruby Tuesday" te draaien. 
Voor een optreden op The Ed Sullivan Show kreeg de band oorspronkelijk geen toestemming om het nummer ten gehore te brengen. Sullivan zelf zei tegen Jagger, "Óf het nummer verdwijnt, óf jullie verdwijnen". Er werd een compromis gesloten waarin de tekst werd veranderd van "let's spend the night together" naar "let's spend some time together". Jagger ging akkoord met de verandering, maar rolde demonstratief met zijn ogen naar de tv-camera's terwijl hij de regel zong, net als bassist Bill Wyman. Toen de band na het optreden terugkeerde op het podium waren zij allen gekleed in Nazi-uniformen met swastika's. Sullivan dwong de band om terug te keren naar hun kleedkamers om zich weer om te kleden naar de kleding die zij droegen tijdens het optreden, waarop zij de studio verlieten. Als resultaat van dit incident kondigde Sullivan aan dat de Rolling Stones waren verbannen van zijn show. Echter traden zij op 23 november 1969 opnieuw op in het programma.
In april 2006, tijdens het eerste optreden van de Rolling Stones in China, verboden de autoriteiten de band het nummer op te voeren vanwege de "suggestieve tekst".

## Muzikanten
- Mick Jagger: zang, achtergrondzang, gummiknuppel, percussie
- Keith Richards: elektrische gitaar, basgitaar, piano, achtergrondzang
- Brian Jones: elektrische gitaar, orgel
- Charlie Watts: drums
- Jack Nitzsche: piano

## Hitnoteringen
Het nummer bereikte de nummer 1-positie in Duitsland en de Nederlandse Single Top 100 en top 10-posities in verschillende andere landen. De twee nummers werden apart genoteerd in de Verenigde Staten; "Ruby Tuesday" bereikte de nummer 1-positie, terwijl "Let's Spend the Night Together" niet verder kwam dan de 55e plaats.

### Nederlandse Top 40
| Hitnotering: 21-01-1967 t/m 06-05-1967 | Hitnotering: 21-01-1967 t/m 06-05-1967 | Hitnotering: 21-01-1967 t/m 06-05-1967 | Hitnotering: 21-01-1967 t/m 06-05-1967 | Hitnotering: 21-01-1967 t/m 06-05-1967 | Hitnotering: 21-01-1967 t/m 06-05-1967 | Hitnotering: 21-01-1967 t/m 06-05-1967 | Hitnotering: 21-01-1967 t/m 06-05-1967 | Hitnotering: 21-01-1967 t/m 06-05-1967 | Hitnotering: 21-01-1967 t/m 06-05-1967 | Hitnotering: 21-01-1967 t/m 06-05-1967 | Hitnotering: 21-01-1967 t/m 06-05-1967 | Hitnotering: 21-01-1967 t/m 06-05-1967 | Hitnotering: 21-01-1967 t/m 06-05-1967 | Hitnotering: 21-01-1967 t/m 06-05-1967 | Hitnotering: 21-01-1967 t/m 06-05-1967 | Hitnotering: 21-01-1967 t/m 06-05-1967 | Hitnotering: 21-01-1967 t/m 06-05-1967 |
| Week:                                  | 1                                      | 2                                      | 3                                      | 4                                      | 5                                      | 6                                      | 7                                      | 8                                      | 9                                      | 10                                     | 11                                     | 12                                     | 13                                     | 14                                     | 15                                     | 16                                     |                                        |
| -------------------------------------- | -------------------------------------- | -------------------------------------- | -------------------------------------- | -------------------------------------- | -------------------------------------- | -------------------------------------- | -------------------------------------- | -------------------------------------- | -------------------------------------- | -------------------------------------- | -------------------------------------- | -------------------------------------- | -------------------------------------- | -------------------------------------- | -------------------------------------- | -------------------------------------- | -------------------------------------- |
| Positie:                               | 17                                     | 4                                      | 4                                      | 3                                      | 2                                      | 2                                      | 3                                      | 3                                      | 4                                      | 5                                      | 7                                      | 9                                      | 13                                     | 19                                     | 28                                     | 36                                     | uit                                    |

### Nationale Hitparade top 50 /Single Top 100
| Hitnotering: 21-01-1967 t/m 22-04-1967 | Hitnotering: 21-01-1967 t/m 22-04-1967 | Hitnotering: 21-01-1967 t/m 22-04-1967 | Hitnotering: 21-01-1967 t/m 22-04-1967 | Hitnotering: 21-01-1967 t/m 22-04-1967 | Hitnotering: 21-01-1967 t/m 22-04-1967 | Hitnotering: 21-01-1967 t/m 22-04-1967 | Hitnotering: 21-01-1967 t/m 22-04-1967 | Hitnotering: 21-01-1967 t/m 22-04-1967 | Hitnotering: 21-01-1967 t/m 22-04-1967 | Hitnotering: 21-01-1967 t/m 22-04-1967 | Hitnotering: 21-01-1967 t/m 22-04-1967 | Hitnotering: 21-01-1967 t/m 22-04-1967 | Hitnotering: 21-01-1967 t/m 22-04-1967 | Hitnotering: 21-01-1967 t/m 22-04-1967 | Hitnotering: 21-01-1967 t/m 22-04-1967 |
| Week:                                  | 1                                      | 2                                      | 3                                      | 4                                      | 5                                      | 6                                      | 7                                      | 8                                      | 9                                      | 10                                     | 11                                     | 12                                     | 13                                     | 14                                     |                                        |
| -------------------------------------- | -------------------------------------- | -------------------------------------- | -------------------------------------- | -------------------------------------- | -------------------------------------- | -------------------------------------- | -------------------------------------- | -------------------------------------- | -------------------------------------- | -------------------------------------- | -------------------------------------- | -------------------------------------- | -------------------------------------- | -------------------------------------- | -------------------------------------- |
| Positie:                               | 14                                     | 4                                      | 3                                      | 1                                      | 1                                      | 1                                      | 2                                      | 3                                      | 4                                      | 4                                      | 7                                      | 11                                     | 15                                     | 17                                     | uit                                    |

### NPO Radio 2 Top 2000
| Nummer met noteringen in de NPO Radio 2 Top 2000 | '00 | '01 | '02 | '03 | '04 | '05  | '06 | '07  | '08  | '09  | '10  | '11  | '12  | '13  | '14  | '15-'17 | '18  |
| ------------------------------------------------ | --- | --- | --- | --- | --- | ---- | --- | ---- | ---- | ---- | ---- | ---- | ---- | ---- | ---- | ------- | ---- |
| Let's Spend the Night Together                   | 759 | 995 | 625 | 979 | 891 | 1063 | 921 | 1422 | 1007 | 1139 | 1054 | 1415 | 1538 | 1383 | 1742 | -       | 1953 |

1. ↑  Een '-' betekent dat het nummer niet was genoteerd en een vetgedrukt getal geeft de hoogste notering aan.
2. ↑  2000 was het eerste jaar met een notering voor dit nummer.
3. ↑  Deze tabel is bijgewerkt tot en met de laatste editie (2024).

## Versie van David Bowie
In 1973 nam David Bowie een cover op van "Let's Spend the Night Together" als de achtste track op zijn album Aladdin Sane. Later dat jaar werd het ook uitgebracht als de vierde single van het album en bereikte de 21e plaats in de Nederlandse Top 40.
Bowie voegde zelf een aantal regels toe aan het eind van het nummer: "They said we were too young / Our kind of love was no fun / But our love comes from above / Let's make... love".

### Tracklist
1. "Let's Spend the Night Together" (Jagger/Richards) - 3:03
2. "Lady Grinning Soul" (Bowie) - 3:46

- De Italiaanse release bevatte het nummer "Watch That Man" op de B-kant.

### Muzikanten
- David Bowie: zang, gitaar, mondharmonica
- Mick Ronson: gitaar, zang
- Trevor Bolder: basgitaar
- Mick Woodmansey: drums
- Mike Garson: piano, synthesizer
- David Sanborn: saxofoon

### Hitnoteringen

#### Nederlandse Top 40
| Hitnotering: 15-09-1973 t/m 13-10-1973 | Hitnotering: 15-09-1973 t/m 13-10-1973 | Hitnotering: 15-09-1973 t/m 13-10-1973 | Hitnotering: 15-09-1973 t/m 13-10-1973 | Hitnotering: 15-09-1973 t/m 13-10-1973 | Hitnotering: 15-09-1973 t/m 13-10-1973 | Hitnotering: 15-09-1973 t/m 13-10-1973 |
| Week:                                  | 1                                      | 2                                      | 3                                      | 4                                      | 5                                      |                                        |
| -------------------------------------- | -------------------------------------- | -------------------------------------- | -------------------------------------- | -------------------------------------- | -------------------------------------- | -------------------------------------- |
| Positie:                               | 31                                     | 23                                     | 21                                     | 27                                     | 36                                     | uit                                    |

#### Nationale Hitparade top 50 /Single Top 100
| Hitnotering: 15-09-1973 t/m 06-10-1973 | Hitnotering: 15-09-1973 t/m 06-10-1973 | Hitnotering: 15-09-1973 t/m 06-10-1973 | Hitnotering: 15-09-1973 t/m 06-10-1973 | Hitnotering: 15-09-1973 t/m 06-10-1973 | Hitnotering: 15-09-1973 t/m 06-10-1973 |
| Week:                                  | 1                                      | 2                                      | 3                                      | 4                                      |                                        |
| -------------------------------------- | -------------------------------------- | -------------------------------------- | -------------------------------------- | -------------------------------------- | -------------------------------------- |
| Positie:                               | 28                                     | 20                                     | 19                                     | 29                                     | uit                                    |